# زونبایان-اولان (اوورخنگای)
زونبایان-اولان (به لاتین: Züünbayan-Ulaan) یک منطقهٔ مسکونی در مغولستان است که در استان اوورخانگای واقع شده‌است.